# La Peur (nouvelle, 1884)
Pour les articles homonymes, voir La Peur.
La Peur est une nouvelle de Guy de Maupassant parue en 1884.
Ce texte de 1884 est la seconde version, alternative, d'une nouvelle homonyme elle-aussi titrée La Peur publiée deux ans plus tôt, le 23 octobre 1882 dans la revue Le Gaulois. Les thèmes et la narration sont identiques, celle-ci se déroule non dans un train mais dans un bateau en direction de l'Afrique.

## Premiers mots
« Le train filait, à toute vapeur, dans les ténèbres...Je me trouvais seul, en face d’un vieux monsieur qui regardait par la portière. On sentait fortement le phénol dans ce wagon du P.-L.-M., venu sans doute de Marseille. C’était par une nuit sans lune, sans air, brûlante. On ne voyait point d’étoiles, et le souffle du train lancé nous jetait quelque chose de chaud, de mou, d’accablant, d’irrespirable. Partis de Paris depuis trois heures, nous allions vers le centre de la France sans rien voir des pays traversés. Ce fut tout à coup comme une apparition fantastique. Autour d’un grand feu, dans un bois, deux hommes étaient debout. »

## Historique
La Peur est une nouvelle publiée dans le quotidien Le Figaro  du 25 juillet 1884.

## Résumé et thématiques
De nuit, dans un wagon du P.L.M., le narrateur (qui pourrait être Guy de Maupassant lui-même) échange avec un voyageur inconnu au sujet des multiples visages que peut prendre le sentiment de peur.
Alors que le train roule dans la nuit, les deux personnages perçoivent très brièvement et indistinctement deux silhouettes autour d'un feu. Cette vision fugace leur inspire une émotion de surprise, et le dialogue s'engage sur les différentes formes de peur que l'on peut rencontrer dans l'existence. 
Ils partagent tout d'abord quelques souvenirs respectifs issus de leurs propres expériences de vie. Le narrateur commence par une rencontre d'autrefois en Bretagne, puis l'inconnu lui retranscrit un témoignage qui lui fut raconté par l'écrivain russe Tourgueniev lors d'un séjour chez Gustave Flaubert.
Le dialogue bascule ensuite vers une réflexion de type métaphysique : le narrateur argue que la base de la peur est le questionnement que l'on a face à l'inconnu des situations, qu'elles soient de natures humaines ou de natures inexpliquées. L'inconnu lui répond qu'à son sentiment la peur a une origine mystique depuis la nuit des temps. Il ajoute être nostalgique de ne pas avoir pu connaître les temps reculés où la science existait peu et ne pouvait ainsi tirer vers le rationalisme les émotions primales de l'être humain face à cet inconnu qui le dépasse. 
Le dialogue se termine sur l'évocation du choléra qui envahit Toulon, là où justement est passé ce train. Les deux personnages font alors face à leur propre peur de se confronter à cette force invisible qui ravage le pays, le train devenant une métaphore initiatique du chemin de vie de chacun vers l'inconnu des forces des ténèbres. 
Les derniers mots de leur dialogue bouclant la boucle avec ceux de la première phrase de la nouvelle.

## Personnages et narration
Le récit met en scène deux personnages à l'identité inconnue qui conversent selon le procédé du réalisme subjectif : le narrateur et un vieux voyageur. 
Maupassant ne donne pas d'indice autobiographique indiquant que le narrateur puisse le représenter, en revanche il met dans la bouche de l'autre personnage l'évocation de souvenirs avec Tourgueniev et Gustave Flaubert que lui-même pourrait avoir vécu puisqu'il fréquentait les deux écrivains au moment de l'écriture de cette nouvelle. Cette ambiguïté narrative laisse ainsi à penser qu'il puisse s'agir en fait d'un dialogue interne avec son double.
La nouvelle se construit en deux parties. Dans la première, les personnages dialoguent sur le mode de la description dans le réalisme, alors que dans la seconde ils le font sur le mode de l'évocation de l'onirisme, de la métaphysique, de la psychologie, et du fantastique.

## Éditions
- 1884 -  La Peur, dans Le Figaro
- 1890 -  La Peur, dans L'Écho de la semaine
- 1907 -  La Peur, dans Œuvres complètes de Guy de Maupassant, Paris, Louis Conard.
- 1967 -  La Peur, dans Misti, recueil de vingt nouvelles de Maupassant, Éditions Albin Michel, Le Livre de poche n° 2156.
- 1979 -  La Peur, dans Maupassant, Contes et nouvelles, tome II, texte établi et annoté par Louis Forestier, Bibliothèque de la Pléiade, éditions Gallimard.
- 1987 - La Peur, dans Apparition et autres contes d'angoisse, Éditions Flammarion, collection GF.
- 2000 -  La Peur, dans Le horla et six contes fantastiques, Éditions Hachette, collection biblio collège" n° 22
- 2007 -  La Peur, dans La peur et autres contes fantastiques, Éditions Larousse, collection petits classiques Larousse

## Adaptations en livre audio
- La peur, version 1884, en livre audio par Stefano Franco Bora Chagance, publié par Audiocité
- La peur, version alternative 1882 en livre audio par Ma, publié par Bibliboom
- La peur, version alternative 1882 en livre audio par Dominique Viau, publié par LitteratureAudio